# 翁瑟拉代尔
翁瑟拉代尔（荷兰语：Wonseradeel；西弗里斯兰语：Wûnseradiel）是荷蘭的一個已經撤銷的市镇，位於荷蘭北部，屬於弗里斯蘭省。2011年，沃恩瑟拉蒂爾被併入新設立的西南菲士蘭。

## 外部連結
- Official website